# 第41回社会人野球日本選手権大会予選
第41回社会人野球日本選手権大会予選は、第41回社会人野球日本選手権大会の出場チームを決定するために行われた予選および各種大会の結果をまとめたものである。

本戦出場を決める代表決定戦（各種大会決勝戦）以外のコールド、延長のイニングは記載しない。

## 第86回都市対抗野球大会
日本生命はすでに本戦出場権を得ているため、関西地区からの最終予選出場枠1増

## 第40回全日本クラブ野球選手権大会
- 1回戦

松山フェニックス　12－0　GOLD'S GYM BASEBALL CLUB
大和高田クラブ　8－1　富士通アイソテックベースボールクラブ
茨城ゴールデンゴールズ　14－0　弘前アレッズ
鹿児島ドリームウェーブ　5－0　福井ミリオンドリームズ
和歌山箕島球友会　4－3　所沢グリーンベースボールクラブ
全足利クラブ　9－2　TFUクラブ
水沢駒形野球倶楽部　8－1　WEEDしらおい
千葉熱血MAKING　2－1　ヤマハ発動機野球部
- 2回戦

松山フェニックス　3－1　大和高田クラブ
茨城ゴールデンゴールズ　2－1　鹿児島ドリームウェーブ
和歌山箕島球友会　1－0　全足利クラブ
千葉熱血MAKING　2－0　水沢駒形野球倶楽部
- 準決勝

茨城ゴールデンゴールズ　5－2　松山フェニックス
和歌山箕島球友会　4－3　千葉熱血MAKING
- 決勝

和歌山箕島球友会　7－2　茨城ゴールデンゴールズ
和歌山箕島球友会が本戦出場

## 日本選手権対象大会

### 第70回JABA東京スポニチ大会
- 予選リーグAブロック

第1戦　セガサミー　6－2　ヤマハ
第2戦　JX-ENEOS　3－2　日本新薬
第3戦　JX-ENEOS　10－3　セガサミー
第4戦　ヤマハ　8－0　日本新薬
第5戦　ヤマハ　5－1　JX-ENEOS
第6戦　日本新薬　5－2　セガサミー
（1位：ヤマハ（2勝1敗）、2位：JX-ENEOS（2勝1敗）、3位：日本新薬（1勝2敗）、4位：セガサミー（1勝2敗）＝1・2位、3・4位は直接対戦の結果による（以下同じ））
- 予選リーグBブロック

第1戦　JFE東日本　7－0　JR東日本
第2戦　富士重工業　6－3　Honda熊本
第3戦　富士重工業　4－2　JFE東日本
第4戦　JR東日本　5－2　Honda熊本
第5戦　Honda熊本　4－3　JFE東日本
第6戦　富士重工業　4－1　JR東日本
（1位：富士重工業（3勝）、2位：JFE東日本（1勝2敗）、3位：Honda熊本（1勝2敗）、4位：JR東日本（1勝2敗）＝2～4位は全試合を通じた総失点により決定（以下同じ））
- 予選リーグCブロック

第1戦　Honda　4－0　東京ガス
第2戦　Honda　7－0　三菱日立パワーシステムズ横浜
第3戦　東京ガス　4－0　JR東海
第4戦　三菱日立パワーシステムズ横浜　6－2　東京ガス
第5戦　Honda　2－1　JR東海
第6戦　JR東海　7－6　三菱日立パワーシステムズ横浜
（1位：Honda（3勝）、2位：東京ガス（1勝2敗）、3位：三菱日立パワーシステムズ横浜（1勝2敗）、4位：JR東海（1勝2敗））
- 予選リーグDブロック

第1戦　新日鐵住金かずさマジック　7－6　明治安田生命
第2戦　JR東日本東北　3－2　大阪ガス
第3戦　新日鐵住金かずさマジック　5－4　大阪ガス
第4戦　JR東日本東北　2－1　明治安田生命
第5戦　JR東日本東北　2－1　新日鐵住金かずさマジック
第6戦　大阪ガス　6－4　明治安田生命
（1位：JR東日本東北（3勝）、2位：新日鐵住金かずさマジック（2勝1敗）、3位：大阪ガス（1勝2敗）、4位：明治安田生命（3敗））
- 準決勝

Honda　7－0　ヤマハ
富士重工業　6－4　JR東日本東北
- 決勝

富士重工業　1－0　Honda
富士重工業が本戦出場

### 第62回JABA静岡大会
- 予選リーグAブロック

第1戦　トヨタ自動車　5－2　鷺宮製作所
第2戦　新日鐵住金東海REX　2－1　エナジック
第3戦　エナジック　1－0　鷺宮製作所
第4戦　トヨタ自動車　7－1　新日鐵住金東海REX
第5戦　鷺宮製作所　3－0　新日鐵住金東海REX
第6戦　トヨタ自動車　6－1　エナジック
（1位：トヨタ自動車（3勝）、2位：鷺宮製作所（1勝2敗）、3位：エナジック（1勝2敗）、4位：新日鐵住金東海REX（1勝2敗））
- 予選リーグBブロック

第1戦　NTT東日本　5－0　永和商事ウイング
第2戦　フェデックス　3－2　ヤマハ
第3戦　NTT東日本　8－1　フェデックス
第4戦　ヤマハ　3－0　永和商事ウイング
第5戦　NTT東日本　2－1　ヤマハ
第6戦　永和商事ウイング　7－0　フェデックス
（1位：NTT東日本（3勝）、2位：ヤマハ（1勝2敗）、3位：永和商事ウイング（1勝2敗）、4位：フェデックス（1勝2敗））
- 予選リーグCブロック

第1戦　Honda　2－1　王子
第2戦　日本製紙石巻　4－1　東海理化
第3戦　Honda　13－9　日本製紙石巻
第4戦　王子　8－4　東海理化
第5戦　Honda　1－0　東海理化
第6戦　王子　3－1　日本製紙石巻
（1位：Honda（3勝）、2位：王子（2勝1敗）、3位：日本製紙石巻（1勝2敗）、4位：東海理化（3敗））
- 予選リーグDブロック

第1戦　三菱自動車岡崎　5－3　三菱日立パワーシステムズ横浜
第2戦　日本生命　7－1　ジェイプロジェクト
第3戦　日本生命　7－6　三菱日立パワーシステムズ横浜
第4戦　三菱自動車岡崎　4－2　ジェイプロジェクト
第5戦　三菱自動車岡崎　4－3　日本生命
第6戦　三菱日立パワーシステムズ横浜　5－0　ジェイプロジェクト
（1位：三菱自動車岡崎（3勝）、2位：日本生命（2勝1敗）、3位：三菱日立パワーシステムズ横浜（1勝2敗）、4位：ジェイプロジェクト（3敗））
- 準決勝

トヨタ自動車　2－1　三菱自動車岡崎
Honda　10－1　NTT東日本
- 決勝

Honda　2－0　トヨタ自動車
Hondaが本戦出場

### 第44回JABA四国大会
- 予選リーグAブロック

第1戦　三菱重工広島　4－1　JR四国
第2戦　日本新薬　4－2　沖縄電力
第3戦　JR四国　2－0　沖縄電力
第4戦　日本新薬　3－0　三菱重工広島
第5戦　日本新薬　4－2　JR四国
第6戦　三菱重工広島　5－0　沖縄電力
（1位：日本新薬（3勝）、2位：三菱重工広島（2勝1敗）、3位：JR四国（1勝2敗）、4位：沖縄電力（3敗））
- 予選リーグBブロック

第1戦　ツネイシ　4－2　四国銀行
第2戦　JR北海道　5－0　新日鐵住金広畑
第3戦　新日鉄住金広畑　7－6　四国銀行
第4戦　ツネイシ　4－0　JR北海道
第5戦　JR北海道　9－4　四国銀行
第6戦　新日鐵住金広畑　4－2　ツネイシ
（1位：ツネイシ（2勝1敗）、2位：JR北海道（2勝1敗）、3位：新日鐵住金広畑（2勝1敗）、4位：四国銀行（3敗））
- 予選リーグCブロック

第1戦　JR西日本　4－1　アークバリア
第2戦　セガサミー　7－1　九州三菱自動車
第3戦　九州三菱自動車　10－0　アークバリア
第4戦　セガサミー　4－3　JR西日本
第5戦　セガサミー　9－1　アークバリア
第6戦　JR西日本　7－3　九州三菱自動車
（1位：セガサミー（3勝）、2位：JR西日本（2勝1敗）、3位：九州三菱自動車（1勝2敗）、4位：アークバリア（3敗））
- 予選リーグDブロック

第1戦　JR九州　8－4　香川オリーブガイナーズ
第2戦　新日鐵住金かずさマジック　4－1　三菱重工名古屋
第3戦　三菱重工名古屋　2－1　香川オリーブガイナーズ
第4戦　新日鐵住金かずさマジック　7－2　JR九州
第5戦　新日鐵住金かずさマジック　7－2　香川オリーブガイナーズ
第6戦　JR九州　5－1　三菱重工名古屋
（1位：新日鐵住金かずさマジック（3勝）、2位：JR九州（2勝1敗）、3位：三菱重工名古屋（1勝2敗）、4位：香川オリーブガイナーズ（3敗））
- 準決勝

新日鐵住金かずさマジック　10－1　ツネイシ
セガサミー　3－2　日本新薬
- 決勝

新日鐵住金かずさマジック　7－0　セガサミー　（8回コールド）
新日鐵住金かずさマジックが本戦出場

### 第38回JABA日立市長杯争奪大会
- 予選リーグAブロック

第1戦　日立製作所　2－0　熊本ゴールデンラークス
第2戦　日本通運　4－3　Honda鈴鹿
第3戦　Honda鈴鹿　2－0　日立製作所
第4戦　日本通運　7－6　熊本ゴールデンラークス
第5戦　Honda熊本　4－3　熊本ゴールデンラークス
第6戦　日本通運　2－0　日立製作所
（1位：日本通運（3勝）、2位：Honda熊本（2勝1敗）＝ワイルドカード、3位：日立製作所（1勝2敗）、4位：熊本ゴールデンラークス（3敗））
- 予選リーグBブロック

第1戦　三菱重工神戸・高砂　3－1　新日鐵住金鹿島
第2戦　NTT東日本　6－0　きらやか銀行
第3戦　NTT東日本　3－2　新日鐵住金鹿島
第4戦　きらやか銀行　8－2　三菱重工神戸・高砂
第5戦　新日鐵住金鹿島　2－0　きらやか銀行
第6戦　NTT東日本　4－2　三菱重工神戸・高砂
（1位：NTT東日本（3勝）、2位：新日鐵住金鹿島（1勝2敗）、3位：きらやか銀行（1勝2敗）、4位：三菱重工神戸・高砂（1勝2敗））
- 予選リーグCブロック

第1戦　富士重工業　5－4　東邦ガス
第2戦　JR東日本東北　9－4　鷺宮製作所
第3戦　東邦ガス　2－0　鷺宮製作所
第4戦　富士重工業　9－1　JR東日本東北
第5戦　東邦ガス　5－4　JR東日本東北
第6戦　鷺宮製作所　2－0　富士重工業
（1位：富士重工業（2勝1敗）、2位：東邦ガス（2勝1敗）、3位：JR東日本東北（1勝2敗）、4位：鷺宮製作所（1勝2敗））
- 準決勝

NTT東日本　7－1　Honda鈴鹿
日本通運　8－0　富士重工業
- 決勝

NTT東日本　3－0　日本通運
NTT東日本が本戦出場

### 第57回JABA長野県知事旗争奪大会
- 予選リーグAブロック

第1戦　東芝　7－4　永和商事ウイング
第2戦　七十七銀行　9－0　伏木海陸運送
第3戦　東芝　7－0　七十七銀行
第4戦　永和商事ウイング　2－1　伏木海陸運送
第5戦　東芝　2－0　伏木海陸運送
第6戦　永和商事ウイング　8－3　七十七銀行
（1位：東芝（3勝）、2位：永和商事ウイング（2勝1敗）、3位：七十七銀行（1勝2敗）、4位：伏木海陸運送（3敗））
- 予選リーグBブロック

第1戦　明治安田生命　3－1　西濃運輸
第2戦　信越硬式野球クラブ　11－1　フェデックス
第3戦　信越硬式野球クラブ　1－0　西濃運輸
第4戦　明治安田生命　13－4　フェデックス
第5戦　西濃運輸　3－1　フェデックス
第6戦　信越硬式野球クラブ　4－0　明治安田生命
（1位：信越硬式野球クラブ（3勝）、2位：明治安田生命（2勝1敗）＝ワイルドカード、3位：西濃運輸（1勝2敗）、4位：フェデックス（3敗））
- 予選リーグCブロック

第1戦　NTT西日本　5－4　JFE東日本
第2戦　ジェイプロジェクト　4－3　バイタルネット
第3戦　JFE東日本　4－3　バイタルネット
第4戦　NTT西日本　6－0　ジェイプロジェクト
第5戦　ジェイプロジェクト　3－1　JFE東日本
第6戦　NTT西日本　8－1　バイタルネット
（1位：NTT西日本（3勝）、2位：ジェイプロジェクト（2勝1敗）、3位：JFE東日本（1勝2敗）、4位：バイタルネット（3敗））
- 準決勝

信越硬式野球クラブ　7－6　明治安田生命
NTT西日本　6－0　東芝
- 決勝

信越硬式野球クラブ　5－3　NTT西日本　（延長11回、11回からタイブレーク）
信越硬式野球クラブが本戦出場

### 第58回JABA岡山大会
- 予選リーグAブロック

第1戦　新日鐵住金東海REX　5－1　三菱自動車倉敷オーシャンズ
第2戦　ニチダイ　6－5　三菱重工広島
第3戦　三菱自動車倉敷オーシャンズ　1－0　ニチダイ
第4戦　新日鐵住金東海REX　8－4　三菱重工広島
第5戦　三菱重工広島　9－3　三菱自動車倉敷オーシャンズ
第6戦　新日鐵住金東海REX　4－3　ニチダイ
（1位：新日鐵住金東海REX（3勝）、2位：三菱重工広島（1勝2敗）、3位：三菱自動車倉敷オーシャンズ（1勝2敗）、4位：ニチダイ（1勝2敗））
- 予選リーグBブロック

第1戦　JFE西日本　5－1　シティライト岡山
第2戦　三菱重工長崎　6－3　大阪ガス
第3戦　大阪ガス　4－0　JFE西日本
第4戦　三菱重工長崎　8－1　シティライト岡山
第5戦　JFE西日本　6－3　三菱重工長崎
第6戦　大阪ガス　5－2　シティライト岡山
（1位：大阪ガス（2勝1敗）、2位：JFE西日本（2勝1敗）、3位：三菱重工長崎（2勝1敗）、4位：シティライト岡山（3敗））
- 予選リーグCブロック

第1戦　パナソニック　5－0　JR四国
第2戦　Honda熊本　3－2　伯和ビクトリーズ
第3戦　Honda熊本　10－7　JR四国
第4戦　パナソニック　7－6　伯和ビクトリーズ
第5戦　JR四国　6－5　伯和ビクトリーズ
第6戦　パナソニック　3－2　Honda熊本
（1位：パナソニック（3勝）、2位：Honda熊本（2勝1敗）、3位：JR四国（1勝2敗）、4位：伯和ビクトリーズ（3敗））
- 予選リーグDブロック

第1戦　JR西日本　6－0　航空自衛隊千歳
第2戦　東邦ガス　5－3　JX-ENEOS
第3戦　東邦ガス　4－2　航空自衛隊千歳
第4戦　JX-ENEOS　5－2　JR西日本
第5戦　JX-ENEOS　13－0　航空自衛隊千歳
第6戦　JR西日本　4－3　東邦ガス
（1位：JX-ENEOS（2勝1敗）、2位：JR西日本（2勝1敗）、3位：東邦ガス（2勝1敗）、4位：航空自衛隊千歳（3敗））
- 準決勝

JX-ENEOS　7－5　新日鐵住金東海REX
パナソニック　10－5　大阪ガス
- 決勝

パナソニック　3－2　JX-ENEOS
パナソニックが本戦出場

### 第66回JABA京都大会
- 予選リーグAブロック

第1戦　三菱日立パワーシステムズ横浜　13－6　三菱重工神戸・高砂
第2戦　NTT西日本　5－0　シティライト岡山
第3戦　三菱重工神戸・高砂　3－1　シティライト岡山
第4戦　NTT西日本　7－0　三菱日立パワーシステムズ横浜
第5戦　NTT西日本　5－2　三菱重工神戸・高砂
第6戦　三菱日立パワーシステムズ横浜　10－2　シティライト岡山
（1位：NTT西日本（3勝）、2位：三菱日立パワーシステムズ横浜（2勝1敗）、3位：三菱重工神戸・高砂（1勝2敗）、4位：シティライト岡山（3敗））
- 予選リーグBブロック

第1戦　日本生命　1－0　JR東海
第2戦　西部ガス　6－1　ニチダイ
第3戦　日本生命　8－7　西部ガス
第4戦　JR東海　6－0　ニチダイ
第5戦　日本生命　4－0　ニチダイ
第6戦　JR東海　6－3　西部ガス
（1位：日本生命（3勝）、2位：JR東海（2勝1敗）、3位：西部ガス（1勝2敗）、4位：ニチダイ（3敗））
- 予選リーグCブロック

第1戦　大阪ガス　5－0　日立製作所
第2戦　新日鐵住金広畑　1－0　三菱自動車岡崎
第3戦　大阪ガス　2－0　三菱自動車岡崎
第4戦　日立製作所　2－1　新日鐵住金広畑
第5戦　大阪ガス　1－0　新日鐵住金広畑
第6戦　日立製作所　3－0　三菱自動車岡崎
（1位：大阪ガス（3勝）、2位：日立製作所（2勝1敗）、3位：新日鐵住金広畑（1勝2敗）、4位：三菱自動車岡崎（3敗））
- 予選リーグDブロック

第1戦　JR東日本　1－0　日本新薬
第2戦　パナソニック　4－2　三菱自動車倉敷オーシャンズ
第3戦　日本新薬　4－3　三菱自動車倉敷オーシャンズ
第4戦　パナソニック　6－1　JR東日本
第5戦　パナソニック　1－0　日本新薬
第6戦　JR東日本　5－4　三菱自動車倉敷オーシャンズ
（1位：パナソニック（3勝）、2位：JR東日本（2勝1敗）、3位：日本新薬（1勝2敗）、4位：三菱自動車倉敷オーシャンズ（3敗））
- 準決勝

日本生命　5－1　大阪ガス
パナソニック　2－0　NTT西日本
- 決勝

日本生命　4－2　パナソニック
日本生命が本戦出場

### 第68回JABAベーブルース杯争奪大会
- 予選リーグAブロック

第1戦　富士重工業　7－0　三菱重工名古屋
第2戦　JFE西日本　7－0　伏木海陸運送
第3戦　JFE西日本　7－2　富士重工業
第4戦　三菱重工名古屋　11－1　伏木海陸運送
第5戦　富士重工業　2－0　伏木海陸運送
第6戦　三菱重工名古屋　2－0　JFE西日本
（1位：JFE西日本（2勝1敗）、2位：富士重工業（2勝1敗）、3位：三菱重工名古屋（2勝1敗）、4位：伏木海陸運送（3敗））
- 予選リーグBブロック

第1戦　日本通運　3－0　東邦ガス
第2戦　中日ドラゴンズファーム　9－2　カナフレックス
第3戦　日本通運　4－0　カナフレックス
第4戦　中日ドラゴンズファーム　4－0　東邦ガス
第5戦　中日ドラゴンズファーム　4－1　日本通運
第6戦　東邦ガス　14－5　カナフレックス
（1位：中日ドラゴンズファーム（3勝）、2位：日本通運（2勝1敗）＝ワイルドカード、3位：東邦ガス（1勝2敗）、4位：カナフレックス（3敗））
- 予選リーグCブロック

第1戦　TDK　11－6　東京ガス
第2戦　Honda鈴鹿　5－4　西濃運輸
第3戦　東京ガス　4－0　Honda鈴鹿
第4戦　TDK　3－0　西濃運輸
第5戦　東京ガス　8－3　西濃運輸
第6戦　TDK　8－7　Honda鈴鹿
（1位：TDK（3勝）、2位：東京ガス（2勝1敗）、3位：Honda鈴鹿（1勝2敗）、4位：西濃運輸（3敗））
- 準決勝

中日ドラゴンズファーム　8－1　日本通運
JFE西日本　2－1　TDK
- 決勝

JFE西日本　3－0　中日ドラゴンズファーム
JFE西日本が本戦出場

### 第68回JABA九州大会
- 予選リーグAブロック

第1戦　三菱重工神戸・高砂　7－4　セガサミー
第2戦　JR九州　5－3　沖縄電力
第3戦　沖縄電力　2－1　セガサミー
第4戦　JR九州　5－0　三菱重工神戸・高砂
第5戦　JR九州　14－0　セガサミー
第6戦　沖縄電力　7－3　三菱重工神戸・高砂
（1位：JR九州（3勝）、2位：沖縄電力（2勝1敗）、3位：三菱重工神戸・高砂（1勝2敗）、4位：セガサミー（3敗））
- 予選リーグBブロック

第1戦　トヨタ自動車　6－3　JR西日本
第2戦　Honda　7－0　熊本ゴールデンラークス
第3戦　トヨタ自動車　3－0　Honda
第4戦　熊本ゴールデンラークス　5－1　JR西日本
第5戦　Honda　4－2　JR西日本
第6戦　トヨタ自動車　9－1　熊本ゴールデンラークス
（1位：トヨタ自動車（3勝）、2位：Honda（2勝1敗）、3位：熊本ゴールデンラークス（1勝2敗）、4位：JR西日本（3敗））
- 予選リーグCブロック

第1戦　パナソニック　5－3　JX-ENEOS
第2戦　九州三菱自動車　2－1　三菱重工長崎
第3戦　JX-ENEOS　13－0　九州三菱自動車
第4戦　三菱重工長崎　7－6　パナソニック
第5戦　三菱重工長崎　6－5　JX-ENEOS
第6戦　パナソニック　2－1　九州三菱自動車
（1位：三菱重工長崎（2勝1敗）、2位：パナソニック（2勝1敗）、3位：JX-ENEOS（1勝2敗）、4位：九州三菱自動車（1勝2敗））
- 予選リーグDブロック

第1戦　西部ガス　2－1　東海理化
第2戦　日立製作所　4－2　Honda熊本
第3戦　Honda熊本　7－6　西部ガス
第4戦　日立製作所　6－2　東海理化
第5戦　日立製作所　7－5　西部ガス
第6戦　東海理化　4－2　Honda熊本
（1位：日立製作所（3勝）、2位：西部ガス（1勝2敗）、3位：東海理化（1勝2敗）、4位：Honda熊本（1勝2敗））
- 準決勝

三菱重工長崎　4－1　JR九州
日立製作所　6－5　トヨタ自動車
- 決勝

日立製作所　2－1　三菱重工長崎
日立製作所が本戦出場

### 第46回JABA東北大会
- 予選リーグAブロック

第1戦　JR東日本東北　7－2　室蘭シャークス
第2戦　王子　11－8　東芝
第3戦　東芝　4－2　室蘭シャークス
第4戦　JR東日本東北　5－4　王子
第5戦　東芝　12－3　JR東日本東北
第6戦　室蘭シャークス　2－0　王子
（1位：東芝（2勝1敗）、2位：JR東日本東北（2勝1敗）、3位：室蘭シャークス（1勝2敗）、王子（1勝2敗））
- 予選リーグBブロック

第1戦　七十七銀行　1－0　信越硬式野球クラブ
第2戦　日本生命　4－1　新日鐵住金鹿島
第3戦　新日鐵住金鹿島　5－4　信越硬式野球クラブ
第4戦　日本生命　4－0　七十七銀行
第5戦　日本生命　8－0　信越硬式野球クラブ
第6戦　七十七銀行　7－4　新日鐵住金鹿島
（1位：日本生命（3勝）、2位：七十七銀行（2勝1敗）、3位：新日鐵住金鹿島（1勝2敗）、4位：信越硬式野球クラブ（3敗））
- 予選リーグCブロック

第1戦　新日鐵住金かずさマジック　5－3　ヤマハ
第2戦　TDK　11－4　バイタルネット
第3戦　新日鐵住金かずさマジック　8－1　TDK
第4戦　ヤマハ　9－0　バイタルネット
第5戦　ヤマハ　8－5　TDK
第6戦　新日鐵住金かずさマジック　5－4　バイタルネット
（1位：新日鐵住金かずさマジック（3勝）、2位：ヤマハ（2勝1敗）、3位：TDK（1勝2敗）、4位：バイタルネット（3敗））
- 予選リーグDブロック

第1戦　日本製紙石巻　2－1　JR北海道
第2戦　NTT東日本　3－1　トヨタ自動車東日本
第3戦　NTT東日本　11－3　JR北海道
第4戦　トヨタ自動車東日本　5－4　日本製紙石巻
第5戦　トヨタ自動車東日本　7－0　JR北海道
第6戦　日本製紙石巻　3－2　NTT東日本
（1位：日本製紙石巻（2勝1敗）、2位：NTT東日本（2勝1敗）、3位：トヨタ自動車東日本（2勝1敗）、4位：JR北海道（3敗））
- 準決勝

日本生命　5－4　東芝
日本製紙石巻　3－0　新日鐵住金かずさマジック
- 決勝

日本生命　2－0　日本製紙石巻
日本生命2大会優勝のため、最終予選近畿地区出場枠1増

### 第57回JABA北海道大会
- 予選リーグＡブロック

第1戦　Honda　5－4　大阪ガス
第2戦　西濃運輸　3－1　JR東日本東北
第3戦　Honda　6－1　JR東日本東北
第4戦　大阪ガス　1－0　西濃運輸
第5戦　大阪ガス　4－0　JR東日本東北
第6戦　Honda　2－1　西濃運輸
（1位：Honda（3勝）、2位：大阪ガス（2勝1敗）＝ワイルドカード、3位：西濃運輸（1勝2敗）、4位：JR東日本東北（3敗））
- 予選リーグBブロック

第1戦　JR東海　3－2　室蘭シャークス
第2戦　JR東日本　3－1　日本製紙石巻
第3戦　室蘭シャークス　7－3　日本製紙石巻
第4戦　JR東日本　8－2　JR東海
第5戦　JR東日本　1－0　室蘭シャークス
第6戦　日本製紙石巻　2－1　JR東海
（1位：JR東日本（3勝）、2位：JR東海（1勝2敗）、3位：室蘭シャークス（1勝2敗）、4位：日本製紙石巻（1勝2敗））
- 予選リーグCブロック

第1戦　NTT西日本　4－0　JR北海道
第2戦　富士重工業　3－0　JX-ENEOS
第3戦　NTT西日本　2－0　富士重工業
第4戦　JX-ENEOS　4－0　JR北海道
第5戦　NTT西日本　1－0　JX-ENEOS
第6戦　富士重工業　7－0　JR北海道
（1位：NTT西日本（3勝）、2位：富士重工業（2勝1敗）、3位：JX-ENEOS（1勝2敗）、4位：JR北海道（3敗））
- 準決勝

大阪ガス　3－2　NTT西日本
JR東日本　8－6　Honda
- 決勝

JR東日本　8－4　大阪ガス
JR東日本が本戦出場

## 地区最終予選

### 北海道地区
- 代表決定リーグ戦（総当たり2回戦）

第1戦　室蘭シャークス　5－3　航空自衛隊千歳
第2戦　JR北海道　7－1　航空自衛隊千歳
第3戦　JR北海道　3－2　室蘭シャークス
第4戦　室蘭シャークス　3－0　航空自衛隊千歳
第5戦　JR北海道　9－1　航空自衛隊千歳
第6戦　JR北海道　8－2　室蘭シャークス
（1位：JR北海道（4勝）、2位：室蘭シャークス（2勝2敗）、3位：航空自衛隊千歳（4敗））
JR北海道が本戦出場

### 東北地区
- 1回戦

JR東日本東北　3－2　JR盛岡
TDK　6－5　七十七銀行
日本製紙石巻　4－0　JR秋田
トヨタ自動車東日本　4－1　きらやか銀行
- 準決勝

TDK　2－1　JR東日本東北
日本製紙石巻　4－3　トヨタ自動車東日本
- 代表決定戦

TDK　1－0　日本製紙石巻
TDKが本戦出場

### 北信越地区
- 1回戦

フェデックス　7－1　JR新潟
伏木海陸運送　5－2　バイタルネット
- 代表決定戦

フェデックス　5－4　伏木海陸運送
フェデックスが本戦出場

### 関東地区
- 1回戦

JFE東日本　11－0　日本ウェルネススポーツ大学東京
東京ガス　4－1　JX-ENEOS
鷺宮製作所　6－0　日本ウェルネススポーツ大学
新日鐵住金鹿島　17－1　JR千葉
三菱日立パワーシステムズ横浜　12－2　JR水戸
日本通運　3－2　東芝
明治安田生命　9－0　深谷組
- 代表決定戦

JFE東日本　4－3　東京ガス
鷺宮製作所　3－0　新日鐵住金鹿島
日本通運　1－0　三菱日立パワーシステムズ横浜　（延長12回）
セガサミー　3x－2　明治安田生命　（延長11回）
JFE東日本、鷺宮製作所、日本通運、セガサミーが本戦出場

### 東海地区
- 1回戦

永和商事ウイング　7－3　三菱自動車岡崎
西濃運輸　9－6　JR東海
ヤマハ　8－3　王子
Honda鈴鹿　3－1　新日鐵住金東海REX
ジェイプロジェクト　10－0　日本プロスポーツ専門学校
三菱重工名古屋　2－1　東邦ガス
- 2回戦

永和商事ウイング　1－0　東海理化
西濃運輸　4－3　ヤマハ
Honda鈴鹿　5－0　ジェイプロジェクト
トヨタ自動車　7－1　三菱重工名古屋
- 敗者復活1回戦

三菱自動車岡崎　5－2　JR東海
東邦ガス　16－0　日本プロスポーツ専門学校
- 敗者復活2回戦

王子　7－0　三菱自動車岡崎
新日鐵住金東海REX　7－4　東邦ガス
三菱重工名古屋　5－0　ジェイプロジェクト
ヤマハ　4－0　東海理化
- 代表決定戦

永和商事ウイング　2－1　西濃運輸
トヨタ自動車　2－1　Honda鈴鹿
- 敗者復活3回戦

三菱重工名古屋　5－4　王子
ヤマハ　9－1　新日鐵住金東海REX
- 敗者復活4回戦

西濃運輸　9－4　三菱重工名古屋
ヤマハ　4－3　Honda鈴鹿
- 敗者復活代表決定戦

西濃運輸　5－2　ヤマハ
永和商事ウイング、トヨタ自動車、西濃運輸が本戦出場

### 近畿地区
- 1回戦

島津製作所　2－1　甲賀健康医療専門学校
カナフレックス　8－5　履正社学園
- 代表決定戦

三菱重工神戸・高砂　14－2　島津製作所
日本新薬　6－5　NTT西日本
新日鐵住金広畑　3－0　大阪ガス
カナフレックス　4－2　ニチダイ　（延長11回）
- 敗者復活1回戦

ニチダイ　7－0　甲賀健康医療専門学校
島津製作所　7－6　履正社学園
- 敗者復活代表決定戦

大阪ガス　6－1　ニチダイ
NTT西日本　13－0　島津製作所
三菱重工神戸・高砂、日本新薬、新日鐵住金広畑、カナフレックス、大阪ガス、NTT西日本が本戦出場

### 中国地区
- 1回戦

ツネイシ　6－3　三菱自動車倉敷オーシャンズ
JR西日本　4－0　光シーガルズ
シティライト岡山　6－2　伯和ビクトリーズ
- 敗者復活1回戦

光シーガルズ　4－3　三菱自動車倉敷オーシャンズ
- 2回戦

三菱重工広島　10－3　ツネイシ
シティライト岡山　2－1　JR西日本
- 敗者復活2回戦

伯和ビクトリーズ　5－0　光シーガルズ
JR西日本　5－3　ツネイシ
- 敗者復活3回戦

伯和ビクトリーズ　2－1　JR西日本
- 代表決定戦

三菱重工広島　4－1　シティライト岡山
- 敗者復活代表決定戦

伯和ビクトリーズ　7－1　シティライト岡山
三菱重工広島、伯和ビクトリーズが本戦出場

### 四国地区
- 1次予選

第1戦　JR四国　3－0　アークバリア
第2戦　四国銀行　6－5　JR四国
第3戦　四国銀行　7－1　アークバリア
第4戦　JR四国　4－2　アークバリア
第5戦　JR四国　4－2　四国銀行
第6戦　四国銀行　9－0　アークバリア
（1位：JR四国（3勝1敗）、2位：四国銀行（3勝1敗）、3位：アークバリア（4敗））
- 代表決定戦（2勝先勝制）

第1戦　四国銀行　3－1　JR四国
第2戦　四国銀行　6－1　JR四国
四国銀行が本戦出場

### 九州地区
- 1回戦

宮崎梅田学園　10－6　新日鐵住金大分
沖縄電力　13－4　沖データ・コンピュータ教育学院
三菱重工長崎　5－0　日本ウェルネススポーツ専門学校北九州
エナジック　7－4　Honda熊本
熊本ゴールデンラークス　2－0　宮崎福祉医療カレッジ
九州三菱自動車　12－1　九州総合スポーツカレッジ
西部ガス　7－0　苅田ビクトリーズベースボールクラブ
- 2回戦

JR九州　4－1　宮崎梅田学園
三菱重工長崎　5－2　沖縄電力
熊本ゴールデンラークス　3－2　エナジック
西部ガス　7－2　九州三菱自動車
- 準決勝

三菱重工長崎　6－4　JR九州
西部ガス　5－3　熊本ゴールデンラークス
- 敗者復活1回戦

JR九州　2－1　熊本ゴールデンラークス
- 代表決定戦

三菱重工長崎　5－3　西部ガス
- 敗者復活代表決定戦

JR九州　2－0　西部ガス
三菱重工長崎、JR九州が本戦出場